# La Gamine (film, 1992)
Pour les articles homonymes, voir La Gamine.
Pour plus de détails, voir Fiche technique et Distribution.
La Gamine est un film français réalisé par Hervé Palud sorti en 1992.

## Synopsis
Franck travaille avec son vieil ami Georges dans un petit aéroclub de la région parisienne. Georges l'a engagé comme pilote lorsque Franck a démissionné de la police  pour des raisons personnelles quelques années auparavant.
L'ancien flic coule une existence tranquille jusqu'à ce que Carole, 15 ans, la petite fille de Georges, vienne se réfugier chez son grand-père. La jeune fille est recherchée par la police car elle est soupçonnée d'avoir tiré sur son petit ami Jimmy, un jeune Portugais avec lequel elle est revenue en France.

## Fiche technique
- Titre : La Gamine
- Réalisation : Hervé Palud
- Pays d'origine :  France
- Genre : Comédie
- Langue : français
- Durée : 30 minutes
- Date de sortie : France : 22 avril 1992

## Distribution
- Johnny Hallyday : Franck Matrix
- Maïwenn : Carole Lambert
- Jean-François Stévenin : Charly
- Gilles Gaston-Dreyfus : Michaux
- Michel Robin : Georges
- Patrick Massieu : Raymond
- Olivier Sitruk : Jimmy
- Laurent Moine : Goncalves
- Marie-France Garcia : Marilyn
- Jorge Parente : Le policier au cabanon
- Eduardo Galhós : José